# Larry Nassar
Lawrence Gerard Nassar (Farmington Hills, Michigan, 16 agost 1963) és un metge osteòpata per la Universitat Estatal de Michigan. Va exercir de metge per a l'equip nacional de gimnàstica dels Estats Units i va ser condemnat per abús sexual en sèrie de menors. Els actes criminals de Nassar van ser la base de l'escàndol d'abusos sexuals de la Federació de Gimnàstica dels Estats Units. Va ser acusat d'abusar almenys de 250 nenes i dones joves, incloent-hi diversos gimnastes olímpics coneguts, que daten de 1992. Ha admès almenys deu de les acusacions. El juliol del 2017, Nassar va ser sentenciat a 60 anys de presó federal després de declarar-se culpable de càrrecs de pornografia infantil. El 24 de gener del 2018, Nassar va ser sentenciat a entre 60 i 175 anys de presó estatal a Michigan després de declarar-se culpable de set càrrecs d'agressió sexual de menors. El 5 de febrer de 2018, va ser sentenciat a entre 40 i 125 anys de presó addicionals després de declarar-se culpable de tres càrrecs d'agressió sexual. Complirà les sentències federals i estatals consecutivament.

## Trajectòria
El 1986, va començar a treballar com a entrenador d'atletisme per a l'equip nacional de gimnàstica dels Estats Units. El 1993, es va graduar en el Col·legi de Medicina Osteopàtica de la Universitat Estatal de Michigan com a doctor en Medicina Osteopàtica. Va continuar el seu entrenament de residència en medicina familiar a l'Hospital St. Lawrence. El 1997, va completar una beca en medicina esportiva i va començar a treballar com a professor ajudant en el Departament de Medicina Familiar i Comunitària de la MSU en la Facultat de Medicina, amb uns guanys de 100.000 $ per any. Figura com a coautor d'almenys sis articles de recerca sobre el tractament de lesions en gimnastes. Va començar a treballar com a metge d'equip a la Holt High School el 1996. De 1996 al 2014, va ser el coordinador mèdic nacional de gimnàstica dels EUA.